# Nederlands kampioenschap dammen 1913
Het Nederlands kampioenschap dammen van 1913 telde vier deelnemers. Met 16 punten won Herman Hoogland zijn eerste, en later zou blijken ook zijn enige, nationale titel.

## Resultaten
| Plaats | Naam                | 1   | 2   | 3     | 4     | AW | Wi | Re | Ve | Pnt | SB  |
| ------ | ------------------- | --- | --- | ----- | ----- | -- | -- | -- | -- | --- | --- |
| 1      | Herman Hoogland     |     | 2 1 | 1 2   | 2     | 9  | 7  | 2  | 0  | 16  | 101 |
| 2      | Jack de Haas        | 0 1 |     | 2     | 2     | 9  | 6  | 1  | 2  | 13  | 58  |
| 3      | I.J. de Jong        | 1 0 | 0   |       | 2 1 2 | 9  | 2  | 2  | 5  | 6   | 21  |
| 4      | A.C. van Wageningen | 0   | 0   | 0 1 0 |       | 9  | 0  | 1  | 8  | 1   | 6   |

1902 · 
1904 · 
1908 · 
1911 · 
1913 · 
1916 · 
1919 · 
1920 · 
1921 · 
1922 · 
1923 · 
1924 · 
1925 · 
1926 · 
1927 · 
1929 · 
1930 · 
1931 · 
1932 · 
1933 · 
1934 · 
1935 · 
1936 · 
1937 · 
1938 · 
1939 ·
1940 · 
1941 · 
1942 · 
1943 · 
1944 · 
1946 · 
1948 · 
1949 ·
1950 · 
1951 · 
1952 · 
1953 · 
1954 · 
1955 · 
1956 · 
1957 · 
1958 · 
1959 · 
1960 · 
1961 · 
1962 · 
1963 · 
1964 · 
1965 · 
1966 · 
1967 · 
1968 · 
1969 · 
1970 · 
1971 · 
1972 · 
1973 · 
1974 · 
1975 · 
1976 · 
1977 · 
1978 · 
1979 · 
1980 · 
1981 · 
1982 · 
1983 · 
1984 · 
1985 · 
1986 · 
1987 · 
1988 · 
1989 · 
1990 · 
1991 · 
1992 · 
1993 · 
1994 · 
1995 · 
1996 · 
1997 · 
1998 · 
1999 · 
2000 · 
2001 · 
2002 · 
2003 · 
2004 · 
2005 · 
2006 · 
2007 · 
2008 · 
2009 · 
2010 · 
2011 · 
2012 · 
2013 · 
2014 · 
2015 · 
2016 · 
2017 · 
2018 · 
2019 · 
2020 · 
2021 · 
2022 · 
2023